# Isaiah Morris
Isaiah Butch Morris (ur. 2 kwietnia 1969 w Richmond) – amerykański koszykarz, występujący na pozycji skrzydłowego.

## Osiągnięcia
Drużynowe
- Mistrz Wenezueli (1997)
- Finalista Pucharu Polski (1999)

Indywidualne
- 2-krotny uczestnik meczu gwiazd PLK (1999, 2000)[1]
- Powołany do udziału w meczu gwiazd Polska - Gwiazdy PLK (1999 - nie wystąpił)[2]